# Sialia
Sialia – rodzaj ptaków z rodziny drozdowatych (Turdidae).

## Zasięg występowania
Rodzaj obejmuje gatunki występujące w Ameryce Północnej i Centralnej.

## Morfologia
Długość ciała 16,5–21 cm, masa ciała 24–33 g.

## Systematyka

### Etymologia
Epitet gatunkowy Sylvia Sialis Wilson, 1808 (greckie σιαλις sialis', σιαλιδος sialidos – niezidentyfikowany ptak, nazwany tak od jego wołania, wspomniany przez Atenajosa i Hezychiusza).

### Podział systematyczny
Do rodzaju należą następujące gatunki:
- Sialia mexicana Swainson, 1832 – błękitnik meksykański
- Sialia sialis (Linnaeus, 1758) – błękitnik rudogardły
- Sialia currucoides (Bechstein, 1798) – błękitnik górski